# Національний парк Парса
Національний парк Парса — національний парк у тераї південно-центрального Непалу, площею 627 км² в районах Парса, Макванпур і Бара, на висоті від 435 до 950 м у горах Сівалік. У 1984 році він був створений як заповідник дикої природи, а в 2017 році отримав статус національного парку. З 2005 року його оточує буферна зона площею 285 км².
На північ від національного парку Парса протікає річка Східна Рапті та розташовані пагорби Сівалік, які утворюють природну межу. На заході розташований Національний парк Чітван, який розташований на північ від Національного парку Валмікі, — заповідника тигрів в Індії. Таким чином, ця транснаціональна охоронна територія охоплює загалом 3,549 км².
До перетворення на заповідну територію регіон був приватним заповідником і мисливським парком як для британської, так і для непальської еліти. 

## Рослинність
Типова рослинність парку складається з салового дерева, що покриває близько 90% площі парку. В парку зареєстровано приблизно 919 видів квітів, включаючи 298 судинних рослин, 234 дводольних, 58 однодольних, 5 птеридофітів і одну голонасінну рослину.

## Тваринний світ
Дослідження проведене у травні 2008 року, підтвердило наявність 37 гаурів. За оцінками, у 2008 році в національному парку Парса жили чотири дорослих бенгальських тигра. У лютому 2017 року тримісячне обстеження камерою виявило наявність 19 бенгальських тигрів, що вказує на значне збільшення популяції.  Станом на 2015 рік в національному парку було зафіксовано три індійських носорога.